# Я люблю трудности
«Я люблю трудности» (англ. I Love Trouble) — фильм нуар режиссёра С. Силвэна Саймона, вышедший на экраны в 1948 году.
Сценарий фильма написал Рой Хаггинс по собственному роману «Повторный взгляд» (1946). Фильм рассказывает о частном детективе Стюарте Бэйли (Франшо Тоун), которого нанимает богатый влиятельный политик для расследования прошлого своей жены. В процессе работы детектив сталкивается с множеством подозрительных персонажей, обманом, подменой личности, подтасовкой фактов, подставами, попытками подкупа, избиениями, арестом и убийствами, в итоге раскрывая сложный и запутанный клубок интриг.
Критики обращали внимание на сходство этой картины с фильмами нуар, поставленными по книгам Рэймонда Чандлера, такими как «Это убийство, моя милочка» (1944) и «Леди в озере» (1947). Другими фильмами нуар, расследование в которых ведут частные детективы, являются «Мальтийский сокол» (1941), «Большой сон» (1946), «Тёмный угол» (1946), «Кровавые деньги» (1947) и «Целуй меня насмерть» (1955).

## Сюжет
В Лос-Анджелесе частный детектив Стюарт Бэйли (Франшо Тоун) следит за выходящей из банка миссис Джонстон (Линн Меррик), после чего встречается с её мужем, крупным предпринимателем и городским чиновником мистером Джонстоном (Том Пауэрс), который нанял детектива, чтобы выяснить прошлое своей жены. Он показывает детективу адресованное миссис Джонстон анонимное письмо, в котором некто пытается её шантажировать. Бэйли говорит, что у его жены был открыт в банке счёт на имя Джейн Бригер, с которого она только что сняла крупную сумму наличных. По словам Джонстона, его жена чуть более года назад прибыла из Портленда, где прожила всю свою жизнь, а 7 месяцев назад он на ней женился. Так как у Джонстона из-за жены могут возникнуть проблемы с деловыми партнёрами, он поручает Бэйли выяснить в Портленде всё о её прошлом. В Портленде Бэйли находит бывшего владельца клуба «Карусель», тёмного дельца по фамилии Келлер (Стивен Герей), который сообщает, что Джейн Бригер действительно работала танцовщицей в его клубе, однако после того, как клуб закрылся шесть лет назад, она уехала в Лос-Анджелес вместе с эстрадным комиком по имени Бастер Баффин (Сид Томак). По просьбе Бейли Келлер подсовывает ему фотографию Джейн Бригер, на которой детектив узнаёт миссис Джонстон. Вернувшись в Лос-Анджелес, Бэйли показывает эту фотографию мистеру Джонстону, сообщая, что она перебралась в город уже шесть лет назад вместе с Баффиным, который ушёл из шоу-бизнеса и открыл небольшое прибрежное кафе. Детектив находит Баффина, показывая ему фотографию, которую получил от Келлера. Баффин сообщает детективу, что когда шесть лет назад они прибыли в Лос-Анджелес, Джейн Бригер устроилась под именем Джейни Джой в клуб «Зоро» в Лонг-Биче, после чего он потерял с ней связь. Когда детектив выясняет, что в клубе «Зоро» о Джейни Джой никто не слышал, он обходит все места в городе, где могла бы работать Джейни Джой, но это не даёт никаких результатов. Однако в тот же день в офис к Бейли приходит манекенщица Норма Шэннон (Джанет Блэр), узнавшая в своём модельном агентстве о том, что он ищет Джейни Джой. Она говорит, что её настоящее имя — Гретчен Бригер, далее заявляя, что Джейн является её сестрой, о судьбе которой ничего не знает после того, как шесть лет назад получила от неё последнее письмо из Акапулько. Бэйли подозревает, что Норма по чьему-то заданию пытается завести расследование в тупик. Он привозит Норму к себе домой, где показывает полученную от Келлера фотографию, однако Норма не узнаёт на ней свою сестру. Тем же вечером к Бэйли на улице подходит человек с пистолетом и даёт 200 долларов, взамен требуя оставить Джейни Джой в покое. После того, как Бэйли отказывается, мужчина уезжает, однако Хэйзел Биксби (Гленда Фаррелл), секретарша Бейли, успевает записать номер его автомобиля и по адресу выясняет имя и место жительства его владельца. Бэйли приезжает в Пасадину на шикарную виллу владельца автомобиля, мистера Каприйо (Эдуардо Чианнелли), где узнаёт шофёра, который дал ему вчера 200 долларов, однако тот делает вид, что видит детектива впервые. Мистер Каприйо приглашает Бэйли в дом, где знакомит его со своей женой Алисией (Дженис Картер), которая рассказывает, что шофёр Мартин, о котором спрашивает детектив, работает у неё уже в течение шести лет, ещё с того момента, когда она жила в Бразилии. Вчера же вечером, по утверждению Алисии, Мартин был дома.
Вернувшись в офис, Бэйли связывается с Баффиным, который по телефону сообщает, что готов за большие деньги продать ему важную информацию о Джейн Бригер. Детектив приезжает на встречу в кафе, где перед самым его появлением кто-то убивает Баффина из пистолета. Позже вечером Норма приглашает Бэйли к себе домой, где детектив просит её объяснить, почему она не узнала на фото свою сестру, однако Норма выражает сильное сомнение в том, что на фото была именно Джейн. Когда Бэйли и Норма приезжают к детективу домой, чтобы посмотреть на фото ещё раз, они видят, что кто-то перевернул там всё верх дном, кроме того, его ожидают полицейские, а фотография пропала. Лейтенант полиции Куинт (Роберт Бэррат) говорит, что Бэйли видели на месте убийства Баффина и просит объяснить, каким образом тот там оказался. Бэйли говорит, что был там в связи с собственным расследованием, однако отказывается назвать имя своего клиента. Вернувшись в офис, Бэйли видит, что люди Келлера во главе с Рино (Джон Айрленд) проводят там обыск. Бандиты оглушают детектива и увозят в один из своих особняков. Когда Бэйли приходит в себя, Рино требует сказать, где находится Джейни Джой. Бэйли удивляет то, что Келлер стал искать её именно сейчас, хотя, по его же словам, она уехала из Портленда шесть лет назад. Затем бандиты усыпляют его бромидом и запирают в одной из комнат, однако на следующее утро детективу удаётся сбежать. Бэйли заходит в кафе напротив своего офиса, где выясняет у официантки, что сидевшая там вчера миссис Джонстон ушла вместе с Баффиным. Поднявшись в свой кабинет, Бэйли заявляет ожидающему его мистеру Джонстону, что это его жена убила Баффина. Далее детектив рассказывает, что Джейн Бригер приехала в Лос-Анджелес шесть лет назад, где сменила имя на Джейни Джой. Когда Бэйли первый раз встретился с Баффиным, тот попросил за информацию о ней лишь 40 долларов, однако после встречи с миссис Джонстон, Баффин потребовал уже значительно больших денег. Когда Бэйли угрожает сообщить об этом в полицию, Джонстон заявляет, что его жена пропала. Затем Бэйли находит сексуальную подружку Келлера по имени Бутс Нестор (Адель Джергенс), которую просит помочь организовать ему встречу с Келлером у себя дома. Вернувшись в свою квартиру, Бэйли видит, как Норма наводит порядок в его вещах. Всё ещё подозревая её, Бэйли говорит Норме, что его влечёт к ней, после чего они обнимаются и целуются. Норма показывает ему письмо от сестры из Акапулько, однако у неё нет почтового конверта. В квартиру входит Хэйзел с только что доставленной посылкой, в которой оказывается офисный револьвер Бэйли, из которого недавно стреляли. Детектив немедленно выпроваживает Норму, говоря, что его подставили и сейчас будет опасно, а секретарша успевает только спрятаться в соседней комнате, когда в квартире появляются двое полицейских. В этот момент некто звонит по телефону, анонимно сообщая Бэйли, что тело убитой Джейни Джой можно найти на пирсе в Малибу. В этот момент как раз прибывает лейтенант Куинт, который собирается допросить Бейли в связи со смертью миссис Джонстон, тело которой извлекли из воды в Малибу примерно полчаса назад. Полиция забирает на экспертизу револьвер Бэйли. На берегу около трупа миссис Джонстон полиция обнаруживает авторучку с инициалами Бэйли, а в сумочке жертвы — чековую книжку на чужое имя, с которой два дня назад были сняты 40 тысяч долларов. Заключив, что Бэйли мог убить миссис Джонстон ради денег, полиция арестовывает его и отправляет в участок, однако с помощью Хэйзел детективу удаётся сбежать от полиции и успеть на встречу с Келлером.
Однако когда Бэйли заходит в квартиру, его ожидает Алисия, которая сознаётся в том, что взяла Мартина на работу, потому что он знал тайну её прошлого, которую она пыталась скрыть от мужа. Алисия также говорит, что знала Джейни Джой, которая работала артисткой в Бразилии. Когда детектив пытается её обнять и поцеловать она реагирует точно так, как это описывал Келлер, говоря о Джейн Бригер, после чего детектив убеждается в том, что Алисия и есть Джейн Бригер. То есть так её звали шесть лет назад, когда она уезжала из Портленда, после чего в Лос-Анджелесе сменила имя на Джейни Джой. Их разговор прерывает звонок от мистера Джонстона, сообщающего, что его жена убита. На это Бейли отвечает, что он только что получил письмо от миссис Джонстон, и не знает, как с ним поступить. Джонстон требует не вскрывать письмо, так как теперь оно служит уликой по делу об убийстве жены. В этот момент в квартире появляется Келлер, который называет Алисию своей бывшей солисткой Джейн Бригер. Она его тоже узнаёт, хотя и не рада встрече с ним. Вскоре входит Норма, и они с Алисией узнают друг в друге сестёр. Когда Келлер требует от Бейли сказать, нашёл ли тот его жену. Алисия, увидев её фотографию, заявляет, что на ней изображена её бывшая подруга Эллен Элзворт, которая действительно была женой Келлера. Детектив рассказывает далее, что примерно год назад жена Келлера сбежала от него, прихватив 40 тысяч долларов, и теперь владелец клуба пытается найти её, чтобы вернуть свои деньги. Однако сегодня днём его жену убили. Бэйли говорит, что подозревал, что убийство совершил Келлер, но сейчас полиция обвиняет в этом его. Узнав о смерти жены, Келлер уходит со словами, что на самом деле он очень её любил и просто хотел вернуть. После этого Алисия говорит, что скрывает от мужа своё прошлое, и поэтому платила всем, кто мог её выдать, включая Баффина и людей в клубе «Зоро», а также избегала общения с сестрой. В этой связи Бэйли замечает, что теперь, когда по документам Джейни Джой, она же Джейн Бригер, официально мертва, Алисии больше не надо опасаться, что муж узнает о её прошлом. В этот момент дверь открывает мистер Джонстон, и, собирается застрелить Бэйли, заявляя, что по мнению полиции, это детектив убил его жену. И потому в случае, если Джонстон сейчас застрелит Бейли при попытке сопротивления, суд его оправдает. Однако Бэйли останавливает его, показывая, что в комнате много свидетелей. Затем детектив заявляет, что на самом деле это Джонстон убил свою жену, напоминая о её письме. Отобрав у детектива письмо, Джонстон понимает, что тот его обманул, использовав письмо как наживку, чтобы заманить к себе. Бэйли объясняет, что Джонстон перемудрил, когда в анонимном телефонном разговоре назвал убитую Джейни Джой, пытаясь таким образом связать её убийство с прошлым своей жены. Однако его жена никогда не была Джейни Джой, и все знали об этом, кроме Джонстона и Бэйли. На самом деле, сбежав от Келлера, она взяла имя своей знакомой Джейн Бригер, чтобы поступить в университет, после чего вышла за Джонстона замуж. В завершение Бэйли заявляет, что по отпечаткам пальцев полиция легко установит, что мистер Джонстон сам написал анонимку жене, чем спровоцировал её на убийство Баффина. Джонстон признаёт, что написал это письмо, но при этом утверждает, что обожал свою жену, на что Бэйли отвечает, что на самом деле он обожал её 40 тысяч. По словам детектива, Джонстон был влюблён в неё до тех пор, пока не узнал, что она ещё более порочна, чем она сам. Что она лгунья, воровка и двоемужница. А кроме того, она не любила его и использовала исключительно для того, чтобы скрыться от преследования. В этот момент разъярённый Джонстон пытается застрелить детектива, однако поджидавшие у двери копы разоружают и уводят Джонстона, после чего Бэйли и Норма обнимают и целуют друг друга.

## В ролях
- Франшо Тоун — Стюарт Бэйли
- Джанет Блэр — Норма Шэннон
- Дженис Картер — миссис Каприйо, она же Джейн Бригер, она же Джейни Джой
- Адель Джергенс — Бутс Нестор
- Гленда Фаррелл — Хэйзел Биксби
- Стивен Герей — Келлер
- Том Пауэрс — Ральф Джонстон
- Линн Меррик — миссис Джонстон
- Джон Айрленд — Рино
- Эдуардо Чианнелли — Джон Вега Каприйо
- Роберт Бэррат — лейтенант Куинт
- Рэймонд Бёрр — Херб
- Артур Спейс — сержант Мюллер
- Сид Томак — Бастер Баффин (в титрах не указан)

## Создатели фильма и исполнители главных ролей
Сценарий фильма написал Рой Хаггинс по собственному роману «Повторный взгляд», который впервые был опубликован как роман с продолжением в журнале Saturday Evening Post в 1946 году. Как пишет киновед Кеннет Бёртон Смит, «если роман „Повторный взгляд“ и не перевернул весь мир, тем не менее, он стал важной ступенькой к длинной и славной карьере его автора». Вскоре Хаггинс принял участие в работе над сценариями фильмов нуар «Леди играет в азартные игры» (1949), «Слишком поздно для слёз» (1949), «Женщина в бегах» (1950) и «Лёгкая добыча» (1954). А несколько лет спустя Хаггинс добился крупного успеха на телевидении, где стал автором и продюсером таких популярных детективных сериалов, как «Мэверик» (1957-62) и «Беглец» (1963-67), а позднее «Досье детектива Рокфорда» (1974-80). В 1958 году Хаггинс снова взялся за своего героя, частного сыщика Стюарта Бэйли. С него «стряхнули пыль и привели в порядок, он овладел иностранными языками, биографией бывшего государственного агента, стильным гардеробом, партнёром и модным городским адресом. В результате появился телесериал „Сансет стрип, 77“ (1958-64), бесспорно один из самых влиятельных телесериалов про частных детективов в истории, в котором роль Бэйли исполнил Ефрем Цимбалист-младший».
Начав режиссёрскую карьеру в 1937 году, режиссёр С. Саймон Силвэн поставил за 12 лет 34 картины, скоропостижно скончавшись в 1951 году в возрасте 41 года. Среди наиболее значимых его работ в качестве режиссёра — музыкальная комедия «Рио-Рита» (1942), фильм нуар «Убийство на Центральном вокзале» (1942), комедия «Эббот и Костелло в Голливуде» (1945) и вестерн «Жажда золота» (1949). А в 1951 году он был удостоен номинации на Оскар как продюсер романтической комедии «Рождённая вчера» (1951).
Франшо Тоун начинал карьеру в кино в качестве партнёра звёздных актрис в серии мелодрам 1930-х годов, после чего в середине 1930-х годов добился признания с такими фильмами, как «Мятеж на „Баунти“» (1935), который принёс ему номинацию на Оскар, «Жизнь бенгальского улана» (1935) и «Три товарища» (1938). Впоследствии он сыграл в нескольких фильмах нуар, наиболее значимые среди которых «Леди-призрак» (1944), «Тёмные воды» (1944) и «Мозаика» (1949).
Джанет Блэр в 1940-е годы обычно играла вторые главные роли в комедиях и мюзиклах, таких как «Моя сестра Эйлин» (1942), «Однажды» (1944) и «Сегодня вечером и каждый вечер» (1945). В 1948 году она вместе с Адель Джергенс сыграла в комедии «Человек из «Фуллер браш»», которую по истории Роя Хаггинса поставил режиссёр Силвэн Саймон. Позднее Блэр работала преимущественно в телевидении, а в 1960-е годы появилась в двух заметных картинах — комедии «Мальчики отправляются гулять» (1962) и фильме ужасов «Ночь орла» (1962). Дженис Картер была известна главными ролями в фильмах нуар категории В, таких как «Знак Свистуна» (1944) и «Сила Свистуна» (1945), «Ночной редактор» (1946), «Подставленный» (1947) и «Женщина на пирсе 13» (1949). В начале 1950-х годов она сыграла в военной драме «Летающие морпехи» (1951) и вестерне «Санта-Фе» (1951), после чего ушла на телевидение, а в 1956 году вообще завершила профессиональную карьеру.

## Оценка фильма критикой

### Общая оценка фильма
После выхода на экраны фильм остался мало замеченным критикой, и со временем оказался практически забытым. Между тем, некоторые современные киноведы дают ему достаточно высокую оценку. В частности, Кевин Бёртон Смит назвал картину «ныне забытым, но во многом сильным фильмом нуар с Франшо Тоуном и Джанет Блэр в главных ролях, а также с хорошо подобранным составом опытных аткёров криминального кино, включая Рэймонда Бёрра в небольшой роли». Как написал Дерек Доррис, «если покопаться в архивах фильма нуар, обязательно в скором времени извлечёшь на поверхность какой-либо забытый бриллиант, и одним из таких запылившихся бриллиантов является этот фильм». По словам киноведа, несмотря «на весёлое название и игривое вступление, в дальнейшем зрителя ожидает крутая история в духе Рэймонда Чандлера. Но это не Чандлер, а Рой Хаггинс, и это недостаток, так как многие могли бы посчитать этот фильм вариацией на тему „Леди в озере“ и „Прощай, моя любимая“». Поначалу фильм движется вперёд «детскими шажками», предлагая обмены репликами, «обжигающими едким остроумием, но вскоре вы уже не понимаете, куда всё это завело». Артур Лайонс также посчитал, что фильм является «своего рода смесью „Прощай, моя любимая“ и „Леди в озере“», далее обращая внимание на то, что «чересчур закрученный сюжет истории искусно воплощён на экране, создавая массу саспенса». Тони Д’Амбра, назвав картину «весёлой лос-анджелесской шумихой на территории Марлоу», далее отметил, что это «типично нуаровая, мощная и энергичная мелодрама», в которой «парням жёстко дают пощёчины, их накачивают наркотиками и вырубают ударами сзади», при этом «в этой очаровательно запутанной истории обмана, алчности, подстав, убийства и сексуальных уловок» есть «юмор и отточенные остроумные реплики», заключая, что это «просто чудесный фильм нуар, который надо смотреть».

### Оценка работы режиссёра и творческой группы
По словам Д’Амбры, писатель-детективщик Рой Хаггинс, известный по работе над такими фильмами нуар, как «Слишком поздно для слёз» и «Лёгкая добыча», при написании сценария оживил увлекательный сюжет своего романа возбуждающим диалогом, а С. Силвэн Саймон, известный как штатный режиссёр фильмов категории В на студии Columbia, осуществил «поразительно насыщенную и живую постановку картины». Как отметил Доррис, «Саймон уверенно работает за камерой, равномерно распределяя напряжение, несмотря на изобилие сюжетных поворотов». Д’Амбра также обратил внимание на «отличную нуаровую операторскую работу Чарльза Лоутона-младшего», а также «динамичную музыку Джорджа Дьюнинга, которая безболезненно переходит от мрачной мелодрамы к распутным подмигиваниям».

### Наиболее памятные сцены фильма
Д’Амбра отметил, что фильм содержит несколько запоминающихся сцен, среди которых особенно сильное впечатление производит эпизод в кафе, в котором съёмка ведётся с позиции человека, который с оружием в руке наступает на «напуганную жертву, которая пятится назад в маленькой комнате». Кроме того, производят впечатление и «натурные уличные съёмки, придающие картине правдоподобный вид», которые выполнены как «при дневном свете на улицах Лос-Анджелеса», так ночью при свете фонарей «в забегаловках, на улицах пригородов и в мрачных переулках промышленных районов». В одной из памятных дневных сцен, когда Бэйли преследует другая машина, он с помощью ловкого маневра эффектно выскакивает на своего преследователя, а затем начинает погоню за ним. «Постановка камеры и элегантное панорамирование по мере того, как каждая машина кренится на экране, делают этот эпизод одним из наиболее увлекательных».

### Оценка актёрской игры
Критики в целом положительно оценили игру Франшо Тоуна в главной роли. Как написал Майкл Кини, «Тоун играет бойкого и весёлого частного детектива, нанятого политиком выяснить прошлое своей жены. В ходе расследования частного детектива несколько раз избивают, он флиртует практически с каждой женщиной в фильме, кроме своей преданной секретарши, и арестовывается полицейскими детективами за убийство» . Эриксон отмечает, что «как и большинство киношных частных сыщиков, Тоун притягивает к себе женщин как магнит». Д’Амбра называет исполнение Тоуном «роли лос-анджелесского частного детектива великолепным», заметив, что истоки его работы можно увидеть в образах частного сыщика Филипа Марлоу, которые создали Хамфри Богарт и Дик Пауэлл. При этом Доррис замечает, что «Тоун — это в большей степени Пауэлл, чем Богарт, но он умеет драться и острить не хуже них».
По словам Дорриса, помимо Тоуна «в центре внимания картины находятся только дамы». Д’Амбра замечает, что «дамы этой картины — Джанет Блэр, Дженис Картер, Адель Джергенс, Линн Меррик и Клэр Карлтон — восхитительно здоровы и энергичны в ролях хороших-плохих девушек, у которых столько шарма и двусмысленности, что хватило был на нескольких Марлоу». Кини добавляет, что внимательное наблюдение за действиями женских персонажей (которых играют Блэр, Картер, Джергенс и Меррик) «является ключом к тому, чтобы разобраться в этом запутанном нуаре». Доррис отмечает, что «Джанет Блэр подозрительна в качестве потенциальной возлюбленной героя, а Дженис Картер в роли очень скрытной леди выдаёт ещё более неоднозначную игру». Д’Амбра выделяет также эпизодическую актрису Гленду Фаррелл в роли «милой, верной, эксцентричной и проницательной секретарши Хэйзел», которая «доставляет комическое наслаждение». Стивен Герей тонко и сдержанно играет сомнительного владельца ночного клуба и таинственного криминального босса . Кини также упоминает, что фильм «интересен главным образом появлением двух относительных новичков в кино, Рэймонда Бёрра и Джона Айрленда, которые сыграли подручных Герэя».